# Challenger La Manche 2019
Il Challenger La Manche 2019 è stato un torneo maschile tennis professionistico. È stata la 31ª edizione del torneo, facente parte della categoria Challenger 80 nell'ambito dell'ATP Challenger Tour 2019, con un montepremi di 46 600 €. Si è giocato dal 12 al 18 febbraio 2019 sui campi in cemento indoor del Complexe Sportif Chantereyne di Cherbourg, in Francia.

## Partecipanti

### Teste di serie
| Nazionalità | Giocatore            | Ranking* | Testa di serie |
| ----------- | -------------------- | -------- | -------------- |
| Francia     | Ugo Humbert          | 86       | 1              |
| Germania    | Yannick Maden        | 121      | 2              |
| Italia      | Stefano Travaglia    | 122      | 3              |
| Belgio      | Ruben Bemelmans      | 132      | 4              |
| Italia      | Simone Bolelli       | 137      | 5              |
| Rep. Ceca   | Lukáš Rosol          | 141      | 6              |
| Italia      | Gianluigi Quinzi     | 153      | 7              |
| Italia      | Luca Vanni           | 154      | 8              |
| Germania    | Oscar Otte           | 165      | 9              |
| Kazakistan  | Alexander Bublik     | 172      | 10             |
| Germania    | Rudolf Molleker      | 182      | 11             |
| Germania    | Mats Moraing         | 186      | 12             |
| Spagna      | Daniel Gimeno Traver | 188      | 13             |
| Francia     | Nicolas Mahut        | 195      | 14             |
| Belgio      | Arthur De Greef      | 202      | 15             |
| Russia      | Alexey Vatutin       | 212      | 16             |

- Ranking al 4 febbraio 2019.

### Altri partecipanti
I seguenti giocatori hanno ricevuto una wild card per il tabellone principale:
- Antoine Cornut Chauvinc
- Laurent Lokoli
- Nicolas Mahut
- Matteo Martineau
- Clément Tabur

I seguenti giocatori hanno utilizzato il loro ranking ITF per entrare nel tabellone principale:
- Javier Barranco Cosano
- Raul Brancaccio
- Baptiste Crepatte
- Roman Safiullin

I seguente giocatori sono entrati in tabellone come alternate:
- Andrés Artuñedo
- Alexandre Müller

I seguenti giocatori sono passati dalle qualificazioni:
- Riccardo Bonadio
- Manuel Guinard

## Punti e montepremi
| Torneo    | Torneo              | V     | F     | SF    | QF    | 3T  | 2T  | 1T  | Q | Q1 |
| Singolare | Punti               | 80    | 48    | 29    | 15    | 7   | 3   | 0   | 0 | 0  |
| Singolare | Premi in denaro (€) | 6 190 | 3 650 | 2 160 | 1 260 | 730 | 450 | 225 | – | –  |
| Doppio    | Punti               | 80    | 48    | 29    | 15    | –   | –   | 0   | – | –  |
| Doppio    | Premi in denaro (€) | 2 670 | 1 550 | 930   | 550   | –   | –   | 310 | – | –  |

## Campioni

### Singolare
Ugo Humbert ha sconfitto in finale  Steve Darcis con il punteggio di 6(6)–7, 6–3, 6–3.

### Doppio
Robert Galloway /  Nathaniel Lammons hanno sconfitto in finale  Javier Barranco Cosano /  Raul Brancaccio con il punteggio di 4–6, 7–6(4), [10–8].